# Марченко Юрій Миколайович
Марченко Юрій Миколайович — старший лейтенант Збройних сил України, відзначився у ході російського вторгнення в Україну.

## Життєпис
Юрій Марченко народився 25 квітня 1998 року у селі Півці (в межах Чернігова) Чернігівської області. Навчався у Харківському національному університеті Повітряних Сил імені Івана Кожедуба, а після його закінчення проходив службу на посаді інженера комплексу автоматизованих систем управління батальйону зв'язку 57 окремого полку зв'язку повітряного командування «Схід» Повітряних Сил ЗСУ. З травня 2021 року він обіймав посаду начальника зв'язку 302-го зенітного ракетного полку. Загинув 24 лютого 2022 року, захищаючі суверенітет і цілісність України.
Указом Президента України від 14 березня 2022 року № 134 Юрія Марченка було нагороджено орденом «За мужність» ІІІ ступеня (посмертно).
25 червня 2022 року державну нагороду матері загиблого воїна Тетяні Володимирівні вручили голова Чернігівської районної військової адміністрації Андрій Кужель, начальник Чернігівського районного територіального центру комплектування та соціальної підтримки Олексадр Сапон, заступник командира полку з морально-психологічного забезпечення Артем Філіпський.

## Нагороди
- орден «За мужність» III ступеня (2022, посмертно) — за особисту мужність під час виконання бойових завдань, самовіддані дії, виявлені у захисті державного суверенітету та територіальної цілісності України, вірність військовій присязі.